# Go-Kameyama Tennō

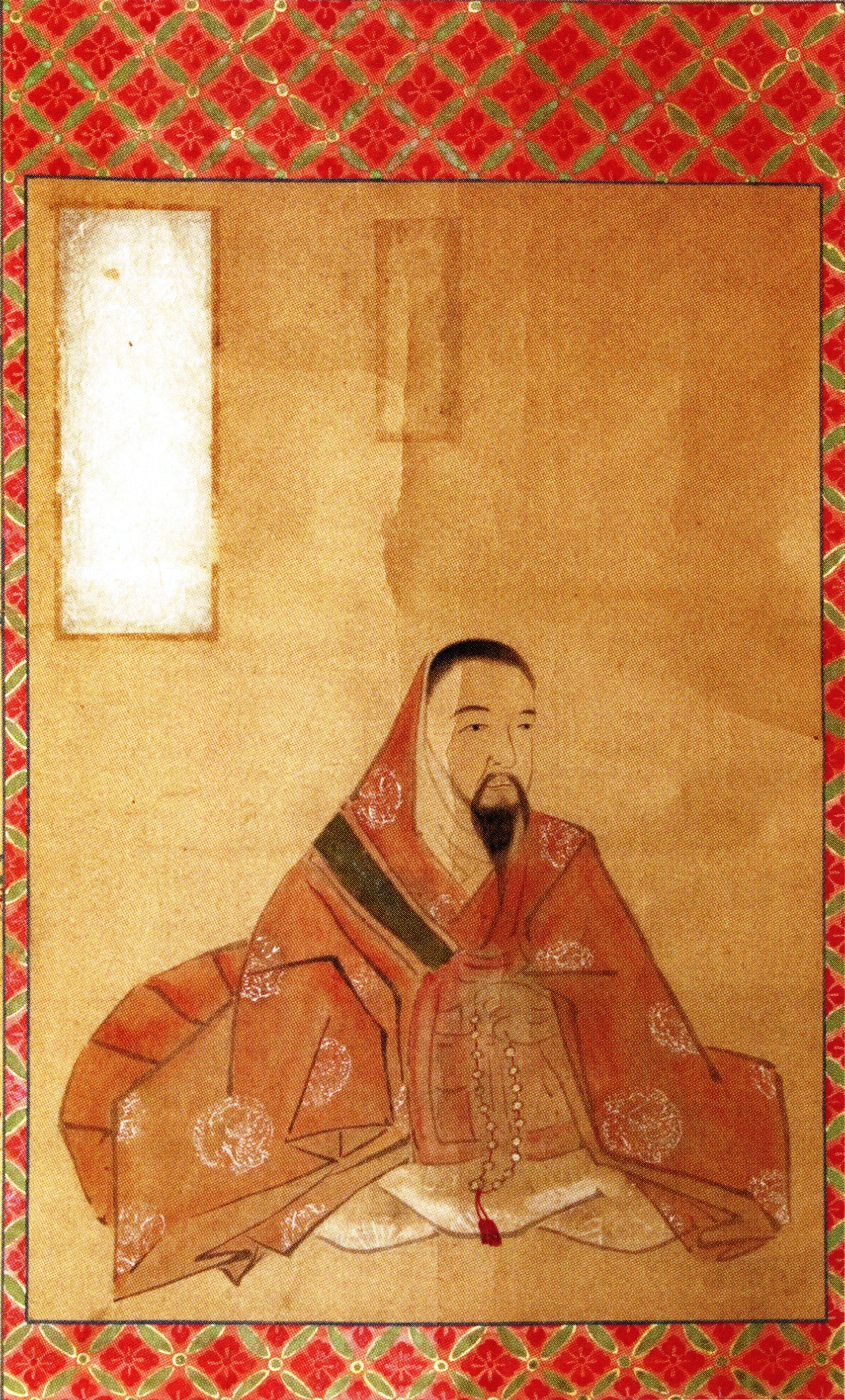
Emperador Go-Kameyama

Go-Kameyama Tennō (後亀山天皇?) (1347 – 10 de mayo de 1424) fue el 99.º emperador de Japón, según el orden tradicional de sucesión, y último Emperador de la Corte del Sur durante el Período de las Cortes del Norte y del Sur. Reinó desde 1383 hasta el 21 de octubre de 1392. Antes de ser ascendido al Trono de Crisantemo, su nombre personal (imina) era Príncipe Imperial Hironari (熙成親王 Hironari-shinnō?).

## Genealogía
Fue el segundo hijo del Emperador Go-Murakami. Su madre fue Fujiwara Katsuko (藤原勝子).
Se sabe poco de su emperatriz o consortes. Se cree que el Príncipe Imperial Tsuneatsu (恒敦) es su hijo.

## Biografía
El Príncipe Imperial Hironari asumió el trono a la edad de 36 años, tras la abdicación de su hermano, el Emperador Chōkei en 1383, con el nombre de Emperador Go-Kameyama. Su reinado estaba inmerso en la disputa de las Cortes del Norte y del Sur, en donde la Corte del Sur tenía un poder bastante reducido comparado al del Norte.
Así en 1392, el Emperador Go-Kameyama, que buscaba el fin del conflicto entre ambas cortes, acudió ante el shōgun Ashikaga Yoshimitsu a pedir la paz. El 15 de octubre de 1392 regresa a la capital y le entrega los Tesoros Sagrados al Emperador Go-Komatsu, quien era el Emperador de la Corte del Norte; al entregar los tesoros el Emperador Go-Kameyama abdicó de manera automática, y el Emperador Go-Komatsu sería el Emperador de las cortes reunificadas.
Desde 1911, el gobierno japonés reconoce que los Emperadores de la Corte del Sur, a pesar de su diminuto poder comparado a los del Norte, son los emperadores legítimos, ya que poseían los Tres Tesoros Sagrados auténticos, por ende los Emperadores de la Corte del Norte son reconocidos como pretendientes.
El tratado de paz tenía una condición, que las Cortes del Norte y del Sur se alternarían el control del trono, pero el tratado iba a ser violado en 1412, cuando todos los siguientes emperadores vendrían de la antigua Corte del Norte.
Tras su abdicación, el Emperador Go-Kameyama se retira, pero en 1410 vuelve a Yoshino.

## Kugyō
- Sesshō:
- Daijō Daijin
- Sadaijin:
- Udaijin:
- Nadaijin:
- Dainagon:

## Eras
Eras de la Corte del Sur
- Kōwa (1381 – 1384)
- Genchū (1384 – 1393)

Eras de la Corte del Norte
- Eitoku (1381 – 1384)
- Shitoku (1384 – 1387)
- Kakei (1387 – 1389)
- Kōō (1389 – 1390)
- Meitoku (1390 – 1393)

Era post-Nanboku-chō
- Meitoku (1393 – 1394)